# (44354) 1998 SS2
1998 أس أس 2 (ويعرف أيضًا باسم (44354) 1998 أس أس 2 وفق تسمية الكوكب الصغير) (بالإنجليزية: 1998 SS2)‏ هو كويكب ضمن حزام الكويكبات؛ وترتيبه 44354 من حيث الاكتشاف.
اكتُشف هذا الجُرم الفلكي بواسطة تاكيشي أوراتا ‏ في 16 سبتمبر 1998.

## وصلات خارجية
- (44354) 1998 SS2 في قاعدة بيانات مختبر الدفع النفاث لأجرام النظام الشمسي الصغيرة

- الاكتشاف · مخطط المدار ·  العناصر المدارية · المعلمات المادية

- (44354) 1998 SS2 على موقع ويكي سكاي: DSS2, SDSS, GALEX, IRAS, Hydrogen α, X-Ray, Astrophoto, Sky Map, Articles and images